# Little Quartz Ridge
Little Quartz Ridge är en ås i Belize. Den ligger i distriktet Toledo, i den södra delen av landet, 100 km söder om huvudstaden Belmopan.